# Macrodasys
Macrodasys  (лат.) — род брюхоресничных червей из отряда Macrodasyida.
Род встречаются в Европе, Центральной Америке, Индии

## Виды
Виды:
- Macrodasys achradocytalis Evans, 1994
- Macrodasys acrosorus Hummon & Todaro, 2009
- Macrodasys affinis Remane, 1936
- Macrodasys caudatus Remane, 1927